# Joyeux Noël - Una verità dimenticata dalla storia
Joyeux Noël - Una verità dimenticata dalla storia (Joyeux Noël) è un film del 2005 diretto da Christian Carion.
Pellicola con soggetto e sceneggiatura ad opera dello stesso regista Carion, incentrata sulla tregua di Natale del 1914, durante la prima guerra mondiale, fra soldati di trincea tedeschi, francesi e britannici.
È stato presentato fuori concorso al Festival di Cannes 2005 e nel 2006 è stato candidato sia al Premio Oscar sia al Golden Globe come miglior film straniero. È il racconto romanzato di un episodio reale accaduto nel dicembre 1914, quando Guglielmo di Prussia, principe ereditario dell'impero tedesco, mandò il primo cantante dell'Opera di Berlino in visita al fronte. Quando il tenore, Walter Kirchhoff, cantò per il 120º e il 124º reggimento Württemberg, i soldati francesi salirono sulle proprie trincee e applaudirono.

## Trama
La storia è incentrata prevalentemente su sei personaggi: Gordon (un tenente britannico dei Royal Scots Fusiliers), Audebert (un tenente francese del 26º fanteria e riluttante figlio di un generale), Horstmayer (un ebreo tedesco ufficiale del 92º Fanteria); Palmer (un religioso scozzese, che lavora come barelliere) e il tenore tedesco Nikolaus Sprink e la sua compagna danese, il soprano Anna Sørensen (due famose stelle dell'opera). Il film inizia con scene di tre scolari - uno francese, uno inglese e uno tedesco - che nelle rispettive scuole pronunciano un discorso patriottico di lode del proprio Paese e di condanna del nemico.
In Scozia, due giovani fratelli, Jonathan e William, si arruolano e partono per il fronte, seguiti dal loro parroco, padre Palmer, che diventerà cappellano militare. In Germania, Sprink viene interrotto durante una rappresentazione da un ufficiale tedesco che legge un appello con cui l'imperatore chiama tutti alle armi. Audebert guarda una fotografia di sua moglie incinta che egli ha dovuto lasciare in patria e si prepara ad uscire dalle trincee. Pochi giorni prima di Natale, le truppe scozzesi e francesi conducono un assalto combinato alle trincee tedesche in Francia. L'attacco provoca pesanti perdite da entrambe le parti, ma non interrompe la situazione di stallo della guerra di trincea. Uno dei fratelli scozzesi, William, viene ferito a morte durante l'attacco e suo fratello Jonathan è costretto ad abbandonarlo nella terra di nessuno durante la ritirata. Audebert, nella confusione, perde il portafogli (con la foto di sua moglie) nella trincea tedesca.
In Germania, Anna riesce a ottenere il permesso di esibirsi per il principe ereditario Guglielmo di Prussia e Sprink è autorizzato ad accompagnarla. Passano una notte insieme e poi inizia l'esibizione; Sprink esprime amarezza per il lusso in cui vivono i generali presso le loro sedi e decide di tornare al fronte a cantare per le truppe. Sprink, inizialmente, è contro la decisione di Anna di andare con lui, ma poco dopo accetta.
La tregua non ufficiale inizia quando i britannici iniziano a cantare le canzoni tradizionali di Natale, accompagnate da cornamuse. Sprink e Sørensen arrivano sulla prima linea tedesca e Sprink canta per i suoi compagni. Non appena Sprink intona Stille Nacht, viene accompagnato da un suonatore di cornamusa della prima linea scozzese; Sprink risponde al suonatore ed esce dalla sua trincea con un piccolo albero di Natale cantando Adeste fideles (nel quale le due strofe venite adoremus sono storpiate in venite adoramus).
Seguendo l'esempio di Sprink, gli ufficiali francesi, tedeschi e britannici si incontrano nella terra di nessuno e si accordano per una notte di tregua. I vari soldati si incontrano e si augurano l'un l'altro "Joyeux Noël", "Frohe Weihnachten" e "Merry Christmas" (cioè buon Natale). Si scambiano cioccolato, champagne e le fotografie dei propri cari. Horstmayer restituisce ad Audebert il portafoglio, con la fotografia di sua moglie, perso durante l'attacco pochi giorni prima, e ricorda i giorni antecedenti alla guerra. Palmer e gli scozzesi celebrano una breve Messa per i soldati (in latino come era la prassi nella Chiesa cattolica, a quel tempo) e i soldati si ritirano profondamente commossi. Tuttavia, Jonathan rimane totalmente indifferente agli eventi intorno a lui, scegliendo di rimanere in lutto per il fratello. Il giorno di Natale gli ufficiali prendono un caffè insieme e decidono di "seppellire i loro morti il giorno in cui Cristo è nato". Il giorno seguente giocano una partita di calcio gli uni contro gli altri, mentre i comandanti decidono che è giunto il momento per tutti loro di andare per la loro strada. Tuttavia, il giorno seguente Horstmayer, dovendo bombardare le trincee britanniche e francesi, si reca nella terra di nessuno e invita i soldati nemici a rifugiarsi nella sua trincea, poco dopo i francesi fanno lo stesso. Horstmayer e Audebert si salutano e propongono di rivedersi a guerra finita e si dicono che forse in un'altra situazione avrebbero potuto essere amici. In questo frangente si verifica anche la diserzione di Sprink: a differenza dei suoi commilitoni, Sprink si consegna ai francesi assieme ad Anna, in modo da restare insieme.
Nel frattempo le lettere che i militari al fronte hanno scritto alle proprie famiglie vengono esaminate dalla censura militare: è così che le autorità vengono a sapere della tregua natalizia. I militari francesi, britannici, tedeschi ora devono affrontare le inevitabili conseguenze dai propri superiori.
Padre Palmer riceve l'ordine di ritornare nella sua parrocchia: nonostante abbia enfatizzato l'umanità e la buona volontà della tregua, il parroco viene rimproverato dal vescovo, che predica alle reclute un sermone antitedesco, in cui descrive i tedeschi come il male e ordina alle reclute di uccidere ognuno di loro. Padre Palmer ascolta la predica, poi si toglie la croce cristiana e se ne va.
Una volta tornato in trincea, un maggiore furioso (che si indigna per la tregua) ordina ai britannici di sparare a un soldato tedesco che sta entrando nella terra di nessuno, di passaggio verso le linee francesi. I soldati si rifiutano di ucciderlo e sparano un colpo di avvertimento sopra la testa del soldato. Tuttavia, il vendicativo Jonathan spara al tedesco, ferendolo mortalmente. Il soldato si rivela essere il francese Ponchel, aiutante di campo di Audebert, travestito da tedesco. Audebert, riconosciuto il suono familiare dell'orologio, si precipita a vedere Ponchel. Con le sue ultime parole, Ponchel rivela di aver ottenuto l'aiuto dei soldati tedeschi per visitare sua madre e di aver bevuto un caffè con lei. Egli informa, inoltre, Audebert che ha un figlio di nome Henri.
Come punizione Audebert viene inviato a Verdun, dove riceve una lavata di capo dal padre, un generale. Il giovane ufficiale però rifiuta di subire in silenzio, e risponde di non provare alcun rimorso per la fraternizzazione al fronte ed esprime anche il suo disgusto per i civili e i superiori che inneggiano al patriottismo e al sacrificio senza in realtà sapere nulla della lotta in trincea. Egli informa anche il generale della nascita di suo nipote Henri; il generale auspica che entrambi tentino di sopravvivere a questa guerra anche per lui. Horstmayer e le sue truppe, che sono confinati in un treno, vengono informati dal principe ereditario che sono destinati ad essere spediti al fronte orientale, senza il permesso di vedere le loro famiglie. Quest'ultimo, prima di andarsene, calpesta l'armonica di Horstmayer. Mentre il treno parte, i tedeschi iniziano a canticchiare una "carol" scozzese che hanno imparato.

## Produzione

### Cast
- Diane Kruger (con la voce di Natalie Dessay quando canta) nel ruolo di Anna Sørensen (soprano danese, fidanzata di Sprink)
- Benno Fürmann (con la voce di Rolando Villazón quando canta) nel ruolo del soldato Nikolaus Sprink (tenore tedesco)
- Guillaume Canet nel ruolo del maggiore Audebert
- Gary Lewis nel ruolo di padre Palmer (prete cattolico scozzese e barelliere)
- Dany Boon nel ruolo del soldato Ponchel (aiutante di campo di Audebert)
- Daniel Brühl nel ruolo del maggiore Horstmayer
- Bernard Le Coq nel ruolo del generale francese Cristofer Hamburger

## Colonna sonora
- Ave Maria, cantata da Natalie Dessay, The London Symphony Orchestra.
- If you are with me, cantata da Natalie Dessay e Rolando Villazón.
- I'm Dreaming of Home, suonato da Griogair Lawrie, David Bruce, Ivan McDonald e Calum Anthony Beaton (cornamuse)
- The Braes of Killiecrankie, canto di Natale tradizionale.
- Piobaireachid dhomhnail dhuibh, canto di Natale tradizionale.
- Stille Nacht canto di Natale tradizionale, eseguito da Rolando Villazón
- Adeste fideles, canto di Natale tradizionale, eseguito da Rolando Villazón (voce), Griogair Lawrie (cornamusa).
- Auld Lang Syne, canto di Natale tradizionale scozzese.
- L'Hymne des Fraternisés/I'm Dreaming of Home, eseguito da Scala & Kolacny Brothers, Natalie Dessay, The London Symphony Orchestra.

## Riconoscimenti
Premio Oscar
- 2006 - Nomination al miglior film straniero a Christian Carion

Golden Globe
- 2006 - Nomination come miglior film straniero a Christian Carion
- 2005 Leeds International Film Festival - Premio del pubblico al regista Christian Carion
- 2005 50° Valladolid International Film Festival - Premio FIPRESCI al regista Christian Carion

## Sequel
Il regista Christian Carion, che per preparare il film consultò documenti dei rispettivi comandi militari e lettere dei soldati, nel gennaio 2015 ha dichiarato che sta considerando di girare un seguito, incentrato sulle vite dei due ufficiali protagonisti, il tedesco Horstmayer e il francese Audebert.

## Adattamenti
Il compositore Kevin Puts nel 2011 ha composto l'opera lirica Silent Night, portata al debutto alla Minnesota Opera nel novembre dello stesso anno. L'anno successivo l'opera ha vinto il Premio Pulitzer per la musica.